# Eisenkappler Hütte
Die Eisenkappler Hütte ist ein Schutzhaus der Sektion Eisenkappel des Österreichischen Touristenklubs (ÖTK). Sie liegt am Ende einer mautpflichtigen Privatstraße in Sektionsbesitz am Hochobir. Wichtigstes Tourenziel ist der Obirgipfel, der in ca. zwei Stunden mit geringer Steigung zu erreichen ist.
Die Hütte liegt am Kreuzungspunkt zweier Österreichischer Weitwanderwege, des Südalpenweges und des Eisenwurzenweges.

## Geschichte
Die Eisenkappler Hütte wurde in den Jahren 1951 bis 1954 durch gemeinsame Anstrengungen der ÖTK-Sektion und der Eisenkappler Bergrettung errichtet. Sie entstand als Nachfolgerin des knapp unter dem Gipfel gelegenen Rainer-Schutzhauses.

## Rainer-Schutzhaus
Das Rainer-Schutzhaus war eine ehemalige Knappenunterkunft für den örtlichen Bleibergbau, die der Gewerke Viktor von Rainer der Sektion nach Schließung des Bergbaues geschenkt hatte. Die Hütte beherbergte die bis zum Bau des Zittelhauses 1886 höchstgelegene Wetterwarte der Monarchie, für die 1882 auch eine Telegraphenleitung errichtet wurde. 1891 wurde die Messstation um die Hannwarte auf dem Obirgipfel erweitert. 1908 erfolgte eine Erweiterung der Hütte. 1944 wurde die Hütte, die im Zweiten Weltkrieg der Wehrmacht als Beobachtungsposten der Flugabwehr diente, durch Partisanen niedergebrannt.

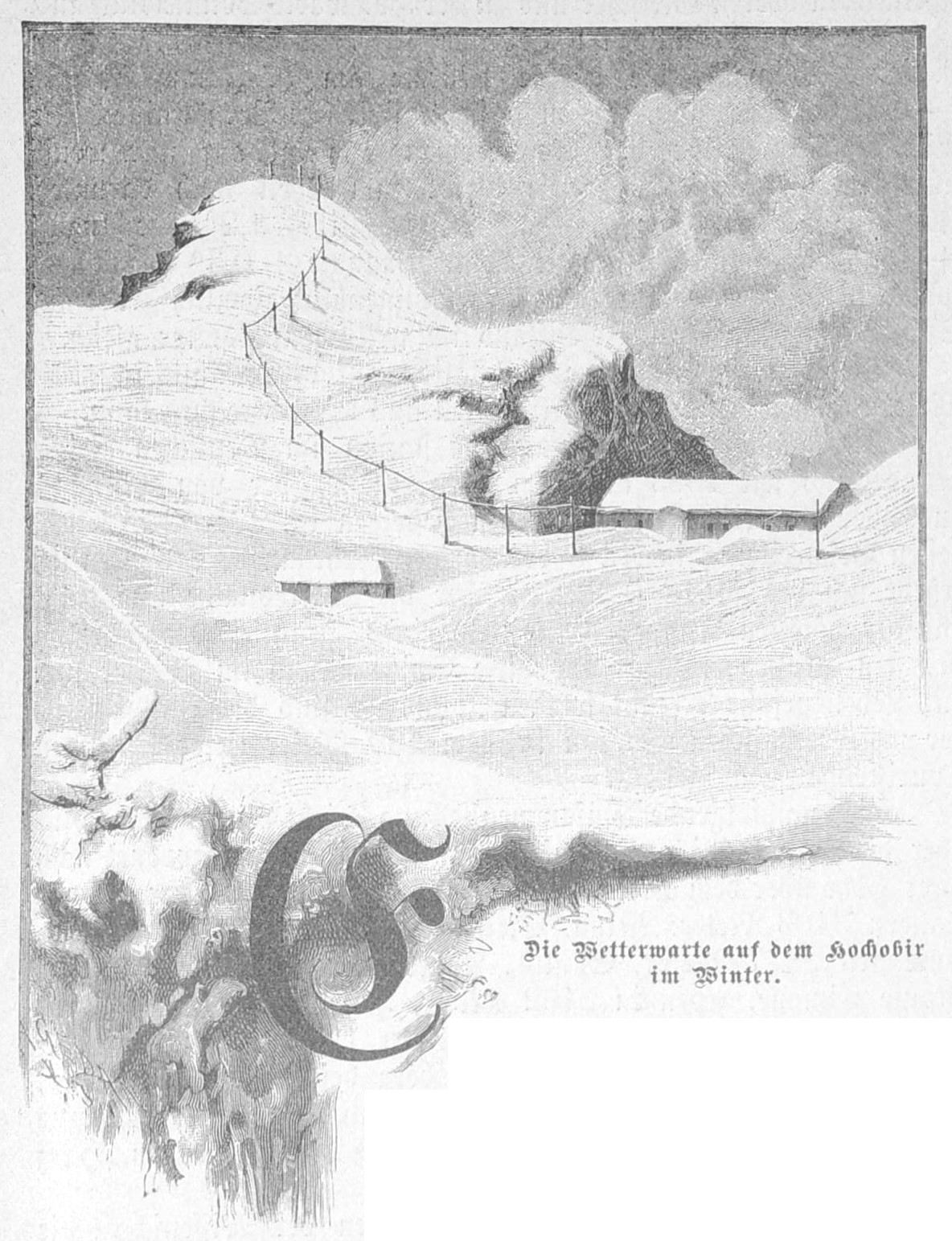
Rainer-Schutzhaus mit Telegraphenleitung zur Warte (ausː Die Gartenlaube, 1888)
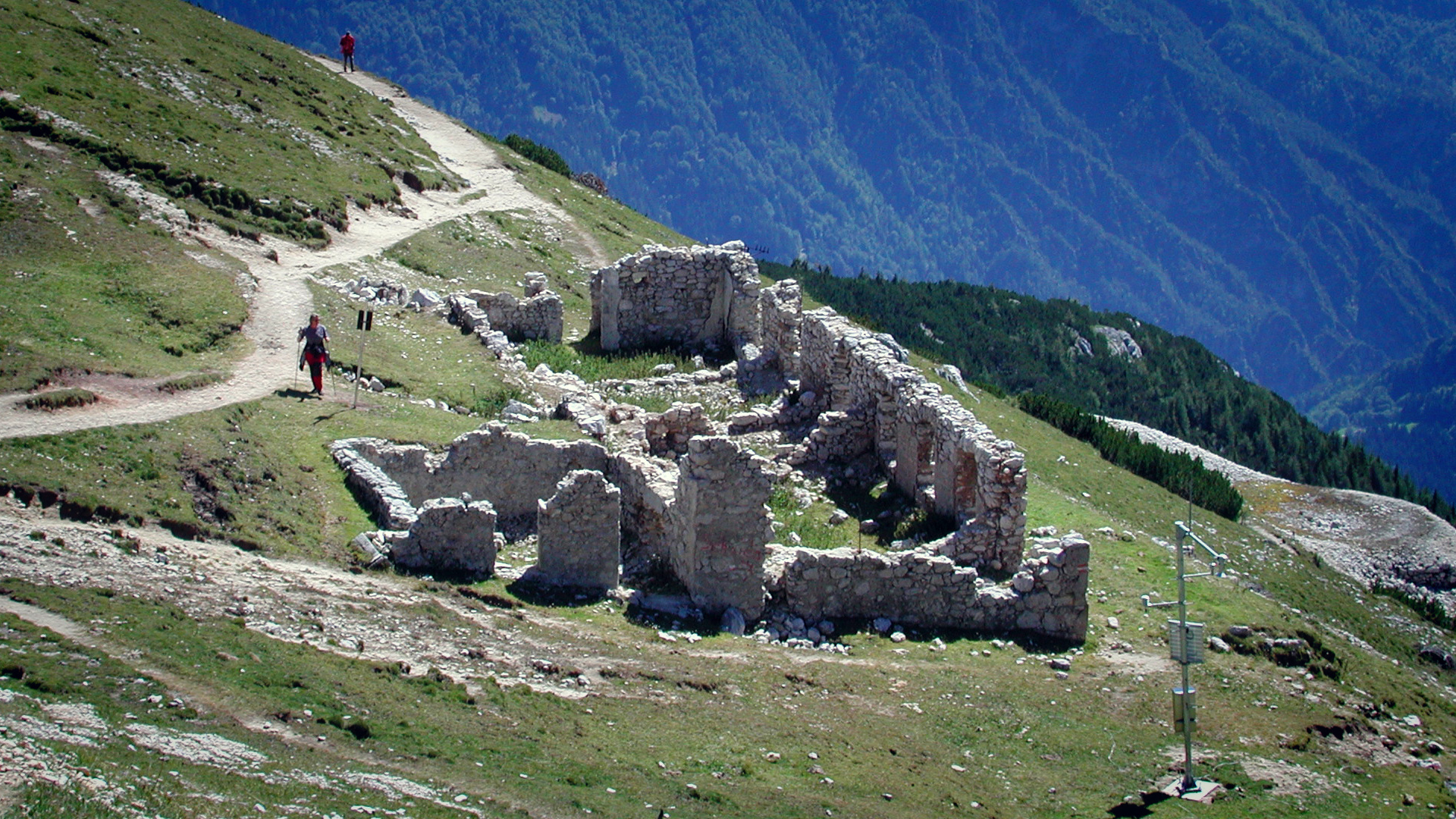
Die Ruine des Rainer-Schutzhauses (2006)
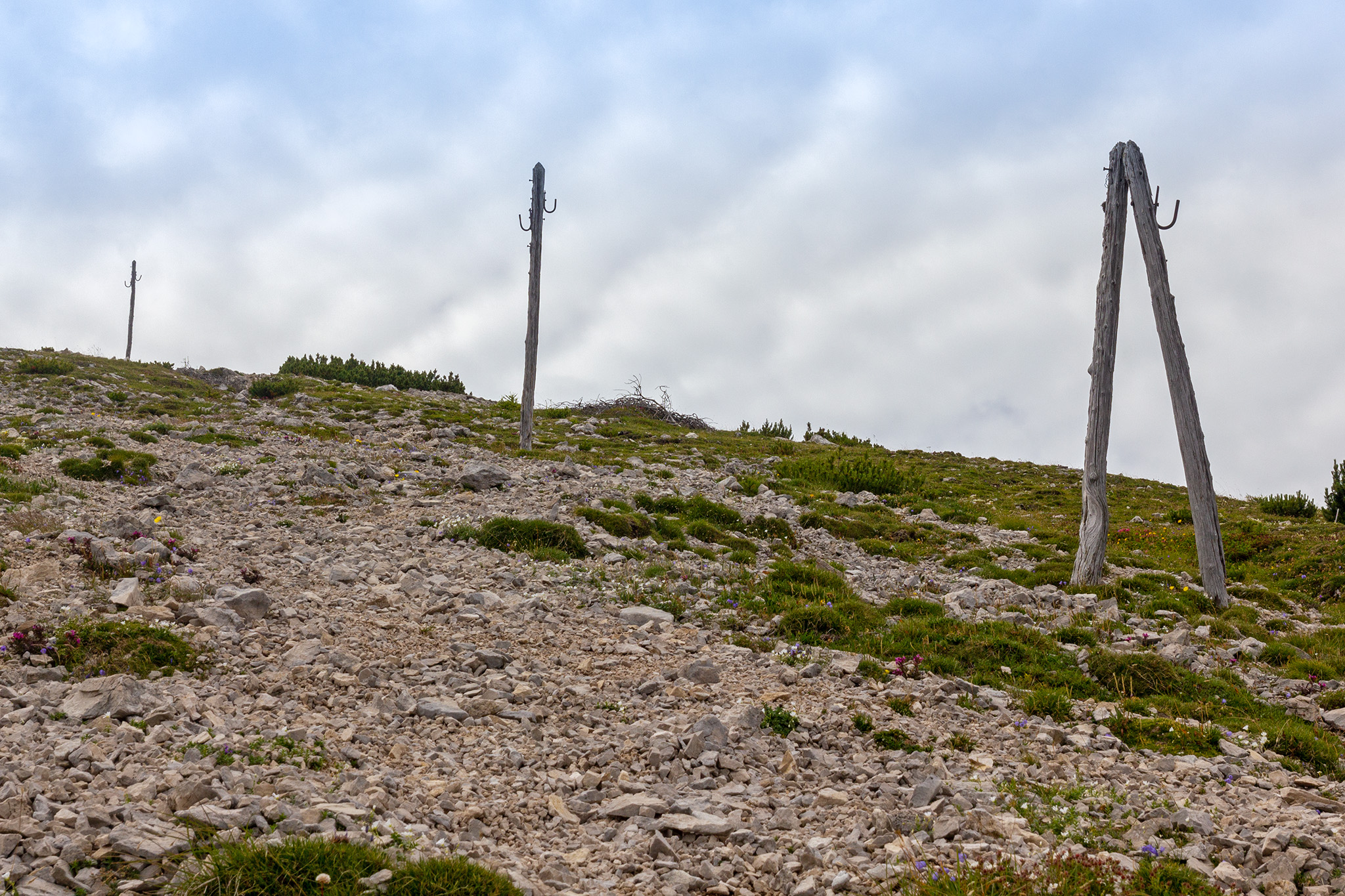
Reste der Telegrafenleitung (2020)